# 11A busz (Kaposvár)
A kaposvári 11A jelzésű busz a Belváros és a Füredi úti laktanya között közlekedett, a 67-es főúton. Érintette a Belvárost, a Béke-Füredi lakótelepet, az Északnyugati városrészt, valamint a Toldi és a Kinizsi-lakótelepet. Útvonala megegyezett a 11-es és a 11Y jelzésű buszok útjának laktanyáig tartó szakaszával. A járat 2012-ben szűnt meg, a Kaposvári Tömegközlekedési Zrt. üzemeltette.

## Útvonal
A táblázatban az autóbusz-állomásról induló irány látható.
| Útvonal          |
| ---------------- |
| Berzsenyi utca   |
| Füredi csomópont |
| Füredi út        |

## Megállóhelyek
A táblázatban a megállók az állomásról induló irány szerint vannak felsorolva.
| Megálló                   | Össz. km (oda) | Össz. idő (oda) | Össz. km (vissza) | Össz. idő (vissza) | Átszállási lehetőség                                                            | A közelben található |
| ------------------------- | -------------- | --------------- | ----------------- | ------------------ | ------------------------------------------------------------------------------- | --- |
| Helyi autóbusz-állomás    | 0              | 0               | 3,9               | 12                 | 1, 3, 4, 5, 6, 7, 8, 8B, 8E, 8Y, 9, 10, 11, 11Y, 12, 13, 14, 15, 18, 31, 81, 91 | Polgármesteri Hivatal, Járási Hivatal, Szivárvány Kultúrpalota, Corso Bevásárlóközpont, Retro Club, Somogy Áruház, Rippl-Rónai Múzeum, Somogy Megyei Levéltár, Somogy Megyei Önkormányzat, Távolsági autóbusz-állomás, Rendelőintézet, Szarvas Üzletház, Vasútállomás                     |
| Berzsenyi utcai felüljáró | 0,7            | 2               | 3,1               | 10                 | 1, 3, 4, 5, 11, 11Y, 12, 13, 14, 15, 31                                         | Polgármesteri Hivatal, Járási Hivatal, Kapos Hotel, Nagyboldogasszony-székesegyház, Nagyboldogasszony Római Katolikus Gimnázium, Püspöki Palota, Somogyi Hírlap szerkesztősége, Széchenyi István Kereskedelmi és Vendéglátóipari Szakképző Iskola, Corso Bevásárlóközpont, Kaposvár Plaza |
| Berzsenyi utca 30.        | 1,1            | 4               | 2,7               | 8                  | 1, 11, 11Y, 13, 31                                                              | TESCO, OBI, McDonald’s, Berzsenyi üzletház, Széchenyi István Kereskedelmi és Vendéglátóipari Szakképző Iskola |
| Füredi úti csomópont      | 1,6            | 7               | 2,2               | 5                  | 1, 10, 11, 11Y, 13, 20, 20A, 23, 27, 31, 91                                     | CBA Cent Bevásárlóközpont, Posta, Óvoda, TESCO |
| Toldi-lakónegyed          | 1,9            | 8               | 1,7               | 3                  | 10, 11, 11Y, 20, 20A, 23, 27                                                    | Toldi Lakótelepi Általános Iskola és Gimnázium, Posta, Nemzeti Adó- és Vámhivatal, Szent Margit-templom |
| Kinizsi-lakótelep         | 2,4            | 9               | 1,3               | 2                  | 10, 11, 11Y, 20, 20A, 23, 26, 27                                                | Leányotthon |
| Búzavirág utca            | 2,9            | 10              | 0,9               | 1                  | 10, 11, 11Y, 20, 20A, 23, 26, 27                                                | Kinizsi Lakótelepi Általános Iskola, Óvodák, Bölcsőde |
| Laktanya, forduló         | 3,2            | 11              | 0                 | 0                  | 10, 11, 11Y, 20, 20A, 23, 26, 27                                                | Praktiker, Lidl, Diego, Jysk, Kália Kertészeti Áruház, laktanya, Raktár utcai nagykereskedések, ipari telephelyek |